# Années 630 av. J.-C.
Les années 630 av. J.-C. couvrent les années de 639 av. J.-C. à 630 av. J.-C.

## Événements

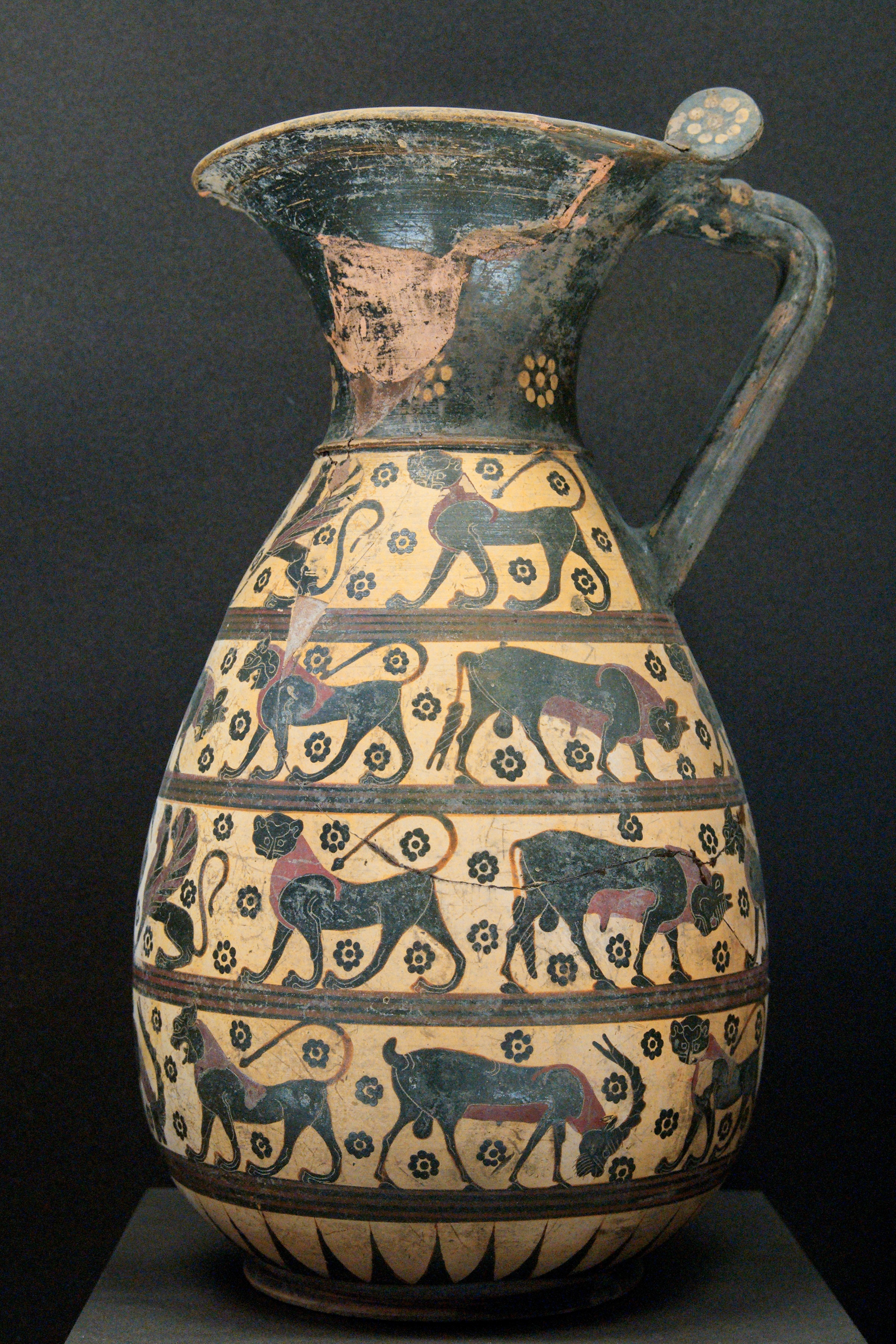
Olpè protocorinthienne aux animaux et aux sphinges, v. 640--630, musée du Louvre

- Vers 640 av. J.-C. : arrivée au pouvoir à Mégare du tyran Théagène[1]. Son gouvernement correspond à l'apogée de la cité. Pour protéger le lot de terre de la menace que constituait l’extension du droit de pâturage des grands éleveurs, il organise la destruction des troupeaux de moutons des aristocrates[2].

- 640 av. J.-C. : élection du quatrième roi légendaire de Rome, le sabin Ancus Marcius qui règne jusqu'en 616 av. J.-C.[4]. Ancus Marcius fonde Ostie à l’embouchure du Tibre, fait déporter les Latins vaincus sur l’Aventin et fait creuser la prison Mamertine ou Tullianum au flanc du Capitole. Il rédige un code de lois.
- 640-609 av. J.-C. : règne de Josias (Yoshiyahu), roi de Juda[5]. Amon de Juda est assassiné par ses « serviteurs », châtiés par l’assemblée du peuple (‘am ha’ares) qui fait proclamer Josias, fils d’Amon, âgé de huit ans, qui suit d’abord la politique pro-assyrienne de son père[6].
- Vers 640-600 av. J.-C. : règne de Cyrus Ier, fils de Teispès, roi achéménide d’Anshan en Élam[5], sous la suzeraineté de l'Assyrie.
- 639 av. J.-C. : le roi d’Assyrie Assurbanipal opère un rapprochement avec le roi d’Urartu Sarduri III[7]. Après 639, les inscriptions d’Assurbanipal s’arrêtent brusquement jusqu’à sa mort vers 627 av. J.-C.[5].

- Vers 638 av. J.-C. : naissance d'Ambigatos, roi des Bituriges Cubes de la civilisation gauloise.

- Entre 635-625 et 610-600 av. J.-C.[8] : seconde guerre de Messénie. Les Messéniens se révoltent, conduits par Aristomène. Les Spartiates sont obligés de demander le secours d’Athènes qui envoie Tyrtée. Aristomène résiste onze ans sur le mont Ira[9].

- 634-620 av. J.-C : le duc Cheng prend le pouvoir dans l'État de Wei (卫国 / 衞國, wèi guó)[10].
- 632 av. J.-C : bataille de Chengpu entre le royaume de Jin et le royaume de Chu en Chine. Le royaume de Jin succède à Qi dans le rôle de protecteur de la vieille Chine à la suite de la défaite qu’il inflige à Chu et le duc Wen Gong s’affirme comme hégémon lors de la conférence des dirigeants de sept États réunis à Jiantu[11]. (fin en 512 av. J.-C.).

- Vers 632 av. J.-C. : conspiration de Cylon, aristocrate athénien, qui voulait imposer une tyrannie à Athènes. Il est le neveu du tyran Théagène de Mégare. Assiégé dans l'Acropole il réussit à s'enfuir avec son frère et se réfugie dans le sanctuaire d'Athéna Polias. Il est massacré, selon Plutarque, sur ordre de l'archonte Mégaclès, de la famille des Alcméonides. Période d’agitation sociale[12].

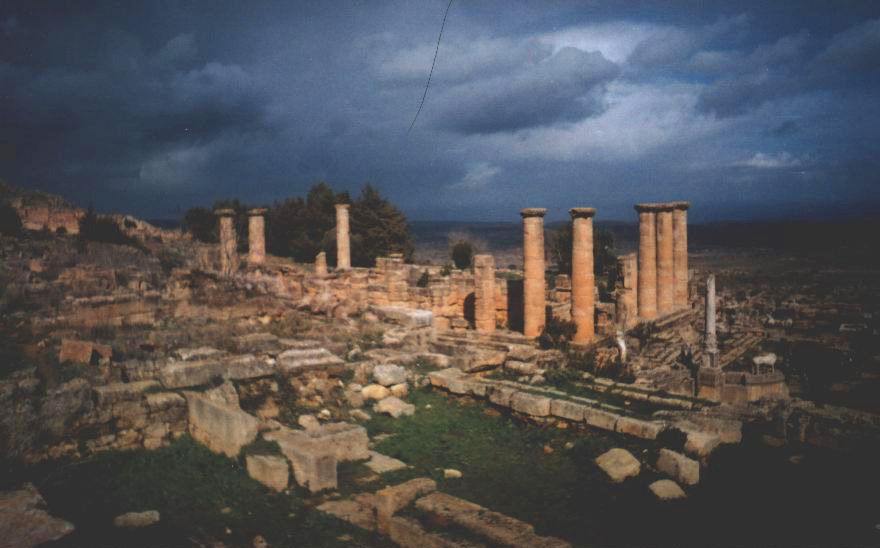
Ruines de Cyrène

- 631 av. J.-C. : Cyrène est fondée par des colons doriens de Théra, menés par Battos Ier, qui avaient dû quitter l’île à la suite d’une terrible sécheresse (selon Hérodote)[13].
- Vers 631 av. J.-C. : fondation de Sinope, sur la côte nord de l'Asie Mineure[14].
- Vers 630 av. J.-C. : selon Hérodote, le grec Colaios de Samos, poussé hors de sa route, aborde à Tartessos en Andalousie[14].